# Ralph Bishop
Ralph English Bishop (Brooklyn, Nueva York, 1 de octubre de 1915-Santa Clara, California, 1 de octubre de 1974) fue un jugador de baloncesto estadounidense que disputó una temporada en la NBL como jugador-entrenador. Con 1,93 m de estatura, jugaba en la posición de pívot.

## Trayectoria deportiva

### Universidad
Jugó durante su etapa universitaria con los Huskies de la Universidad de Washington.

### Selección nacional
Bichop fue el último jugador elegido para competir con la selección de Estados Unidos en los Juegos Olímpicos de Berlín 1936, en las que consiguieron la medalla de oro, jugando 3 partidos y anotando 4 puntos en la semifinal en la que se impusieron a México por 25-10. Posteriormente derrotarían en la final a Canadá por 19-8.

### Profesional
Tras jugar en el campo aficionado durante varias temporadas, fue elegido ya con 32 años en el Draft de la BAA de 1947 por Chicago Stags, pero acabó ejerciendo de jugador-entrenador para los Denver Nuggets, en aquel año en la NBL, promediando 1,8 puntos por partido.